# Hospital de campanya

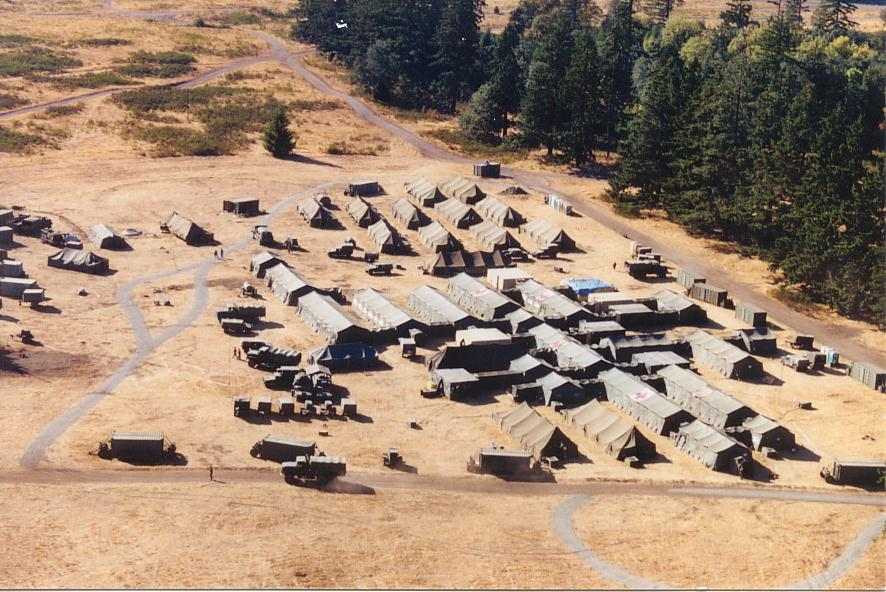
Hospital de campanya de la U.S. Army, l'any 2000

Un hospital de campanya és una àmplia unitat mèdica mòbil que atén de manera provisòria els ferits en el lloc, abans que es puguin transportar amb seguretat a les instal·lacions d'un hospital fix. Els hospitals de campanya poden estar uns tres quilòmetres darrere de la primera línia del front.

## Descripció
El concepte sorgeix de la medicina de guerra i del fet que si una persona té ferides greus, morirà en les hores immediatament posteriors (noció d'"hora d'or" golden hour en anglès, aplicable a una persona amb múltiples traumatismes o hemorràgia interna) o durant el transport. És per això que el trasllat de diversos ferits per atendre'ls en un lloc allunyat del front es fa molt difícil i perillós. L'ideal consisteix a crear una estructura que els auxiliï provisionalment al més a prop possible del lloc de batalla.
Els antecedents d'aquest servei mèdic els trobem en època de la reina Isabel la Catòlica, que, durant les campanyes militars del seu marit Ferran, es feia acompanyar de personal mèdic i ajudants per atendre els soldats ferits en el camp de batalla.
L'hospital de campanya posseeix un equip mèdic (metges d'urgència, infermers) experimentats i material mèdic condicionat perquè pugui transportar-se amb facilitat. Aquesta estructura també es pot desplegar en un lloc preexistent (per exemple, un ajuntament, un saló esportiu, un bar o restaurant, etc.), cosa que es dona més habitualment en l'àmbit urbà.